# Medlovice (district d'Uherské Hradiště)
Pour les articles homonymes, voir Medlovice.
Medlovice (en allemand : Medlowitz) est une commune du district d'Uherské Hradiště, dans la région de Zlín, en République tchèque. Sa population s'élevait à 462 habitants en 2020.

## Géographie
Medlovice se trouve à 17 km à l'ouest d'Uherské Hradiště, à 35 km au sud-ouest de Zlín, à 52 km à l'est-sud-est de Brno et à 235 km au sud-est de Prague.

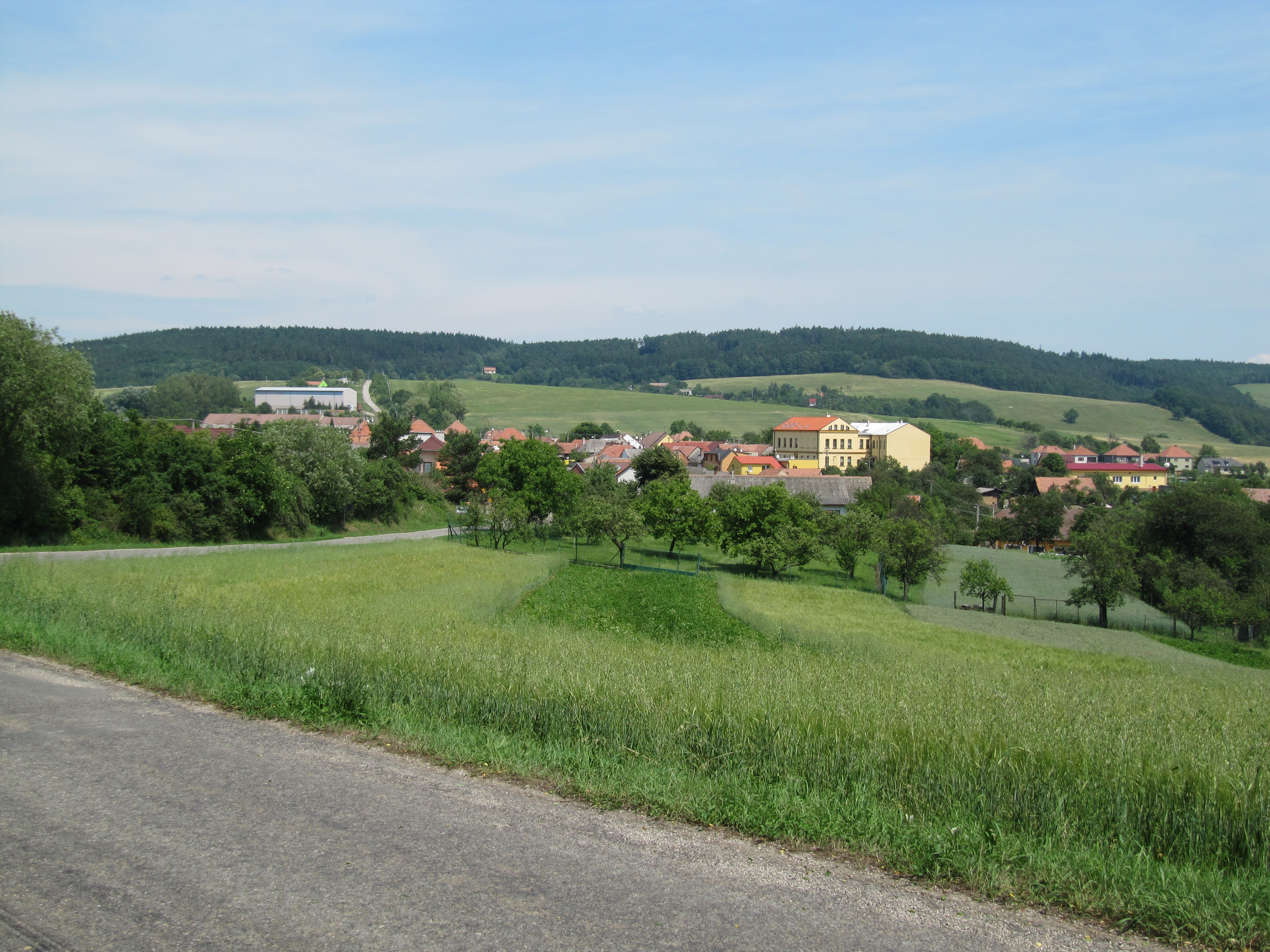
Medlovice : vue générale.

La commune est limitée par Buchlovice au nord, par Stříbrnice à l'est, par Újezdec au sud et par Osvětimany à l'ouest.

## Histoire
La première mention écrite du village date de 1351.